# Vlag van Oosterend

Vlag van Oosterend

De vlag van Oosterend is de dorpsvlag van het Nederlandse dorp Oosterend, in de Friese gemeente Súdwest-Fryslân. De vlag werd in 1999 aangenomen en in 2001 geregistreerd. Het ontwerp van de vlag is van de hand van J.C. Terluin en R.J. Broersma.

## Beschrijving
De beschrijving van de vlag is als volgt:
In vieren over 1/3 vlaglengte van rood en geel met op de kruising een klaverblad van 3/5 vlaghoogte, met een rechte steel, van het een in het ander; en een groene zoom met een dikte van 1/10 vlaghoogte.
De kleuren zijn afkomstig van het dorpswapen.

## Symboliek
- Vierdeling: verwijst naar de indeling van het dorpsgebied in vier delen.[3]
- Schildzoom: duidt op het oorspronkelijk bedijkte eiland waar Oosterend op gelegen is.[3]
- Klaver: symbool voor het agrarische karakter van het dorp.[3]

## Zie ook

Wapen van Oosterend